# Ghizlane Toudali
Ghizlane Toudali (tiếng Ả Rập: غزلان تودالي; sinh ngày 16 tháng 2 năm 1984) là một học viên taekwondo người Ma-rốc. Toudali đủ điều kiện cho hạng cân 49 kg nữ tại Thế vận hội Mùa hè 2008 ở Bắc Kinh, sau khi đứng thứ hai từ Giải đấu vòng loại châu Phi ở Tripoli, Libya. Cô đã thua vòng sơ khảo mười sáu trận đấu trước Sara Khoshjamal của Iran, người có thể ghi được năm điểm vào cuối trò chơi.